# 伊良湖 (給糧艦)
伊良湖（いらこ）は、日本海軍の特務艦（運送艦）。
「伊良湖」の名は、愛知県渥美半島先端の「伊良湖岬」、及び神島の間の「伊良湖水道」がある。

## 計画
海軍では艦隊随伴能力を持つ給糧艦が間宮1隻のみであることに危惧を抱いており、長らく新しい給糧艦が要望されていたが、昭和13年（1938年）度の③計画の追加分としてようやく建造が決定した。
基本計画番号J20。
当初の要求は基準排水量5,000t、速力20ノット、25,000人に20日分の食料補給であったが、とてもこの要目には収まらずに公試8,000t、速力18ノット、ディーゼルエンジン装備で計画は進められた。
しかし燃料を石炭とする要求があって更に排水量は増え、最終的に公試排水量11,100t、速力17.5ノット、25,000人に14日分の食料補給に落ち着いた。
詳細設計は川崎造船所に任され、建造も神戸にある同社の艦船工場で行われた。
資料によっては間宮の同型艦としているものがあるが、誤りである。

## 艦型
艦型は三島型の商船構造である。
食料補給は25,000人に20日分の要求のところ、艦型の問題から14日分とされたが、設計では要求をなるべく満たすよう努力され、獣肉約19日分、魚肉約17.8日分、野菜約18.8日分、新漬物などが搭載可能であり、それら専用の冷蔵庫を装備、その他に貯糧庫や味噌庫、旧漬物庫などが設置された。
また現地で調達した食料を冷凍するための冷凍庫や製氷設備も設置された。
艦内の工場は、酒保で販売する菓子や清涼飲料の生産設備があり、生パン及パン菓子、餅菓子及焼饅頭、最中及羊羹、飴、ラムネ (清涼飲料)ラムネ及びアイスクリームの製造室があり、更に豆腐及蒟蒻製造室、新漬物製造室もあった。
その他に洗濯設備として1日に夏服400着を処理できる洗濯室、火熨斗(ひのし)室も設けられた。
また通信監査艦としての任務が考慮され、長波・短波兼用の九二式特受信機30台(計画では32台)を設置した。
揚貨装置としては2トン電動ジブクレーン8基、前部10トンデリック1基、後部20トンデリック1基、冷蔵品揚卸装置1式を装備、後部デリックを更に1基増備する計画もあったため、後部の支柱は門型とされた。
艦載艇は配給用として12m糧食配給艇3隻、12m真水配給艇1隻、その他5隻の計9隻
の搭載が計画された。ただ8隻搭載とする文献もあり、1944年作成の略図でも艦載艇は8隻のみが描かれている。
主機は当初ディーゼルエンジンを搭載する計画であったが、この場合でも給糧艦であるため大型の補助ボイラーを搭載する必要があり、機関容積、重量ともに増大するために断念された。
その他レシプロエンジンやタービン1軸の案も検討されたが、いずれも問題点があり断念された。
搭載された主機のタービンは新設計とすると時間を要するため、敷設艦津軽と同じものとなった。
ボイラーは燃料行政上、将来的に重油が枯渇する問題があることから重油と石炭の混焼
(文献によっては石炭専焼)とされた。
このため煤煙や石炭の粉塵が食品に混入することを防ぐために各種の工夫がされた。
排煙内の煤の量を少なくするため、なるべく大きなボイラーを搭載して燃焼度を下げ、また排煙の速度を下げて煙突内で煤を除去しようと煙突の直径を太くした。
更に排出された煤が遠くに拡散するように煙突は高くされ、
その高さは水面上約28mとなった。
兵装として高角砲は12cm高角砲2門の計画であったが、12cm連装高角砲2基4門となった。
機銃は25mm連装機銃が艦橋両舷に1基ずつ装備され、あ号作戦後の1944年6月以降に3連装機銃3基が増備された。

## 艦歴
1940年（昭和15年）5月30日に起工。1941年（昭和16年）2月5日に伊良湖と命名、特務艦中の運送艦に登載され、本籍を佐世保鎮守府と仮定。2月14日、進水。9月2日、艤装員事務所を神戸市川崎重工業内に設置。12月5日に竣工。同日附で本籍を佐世保鎮守府と定められ、連合艦隊へ編入された。12月24日、宇垣纏連合艦隊参謀長は戦艦大和を視察したのち、伊良湖を訪問した。艤装上の不満を訴える特務艦長に対し、宇垣は伊良湖の充実した野菜倉庫や、優秀な菓子類製造能力を誉めている。同時に速力18ノット発揮可能という点にも注目し、対潜の観点から『海軍の特務艦は今後二十節を出し得る事絶對的なり。徴用船舶も亦然るを要す。茲に於て平素より優速船の建造奨励に関し一段の努力必要なりと認む』と述べた。
1942年（昭和17年）1月、呉を出港し、トラック諸島、ルオット方面へ糧食補給を行う。2月から5月にかけてダバオ、セレベス島スターリング湾方面の艦船に対する糧食補給、マカッサルへの輸送に従事。8月からは呉とトラック間の輸送に13回従事した。
1943年（昭和18年）8月1日、伊良湖は駆逐艦天津風、浦風と共に呉へ到着したが、その際に4月のカビエン空襲で大破した重巡洋艦青葉も同行していた。
1943年（昭和18年）12月7日、伊良湖と靖国丸は航空母艦千歳、第16駆逐隊の2隻（天津風、雪風）に護衛されてトラック泊地を出発。14日、横須賀へ帰投した。
1944年（昭和19年）1月3日、伊良湖は第27駆逐隊2隻（時雨、春雨）に護衛されて横須賀を出港、11日にトラック泊地へ到着する。
1月20日、トラック北方でアメリカ潜水艦シードラゴンの雷撃を受け損傷し浸水したため、駆逐艦涼風が現場へ急行。だが涼風による曳航は曳航ロープが切断し失敗した。浸水が進む中、増援の要請に対し重巡洋艦鳥海、駆逐艦潮等も救援に駆けつけ、伊良湖はなんとか沈没を免れた。

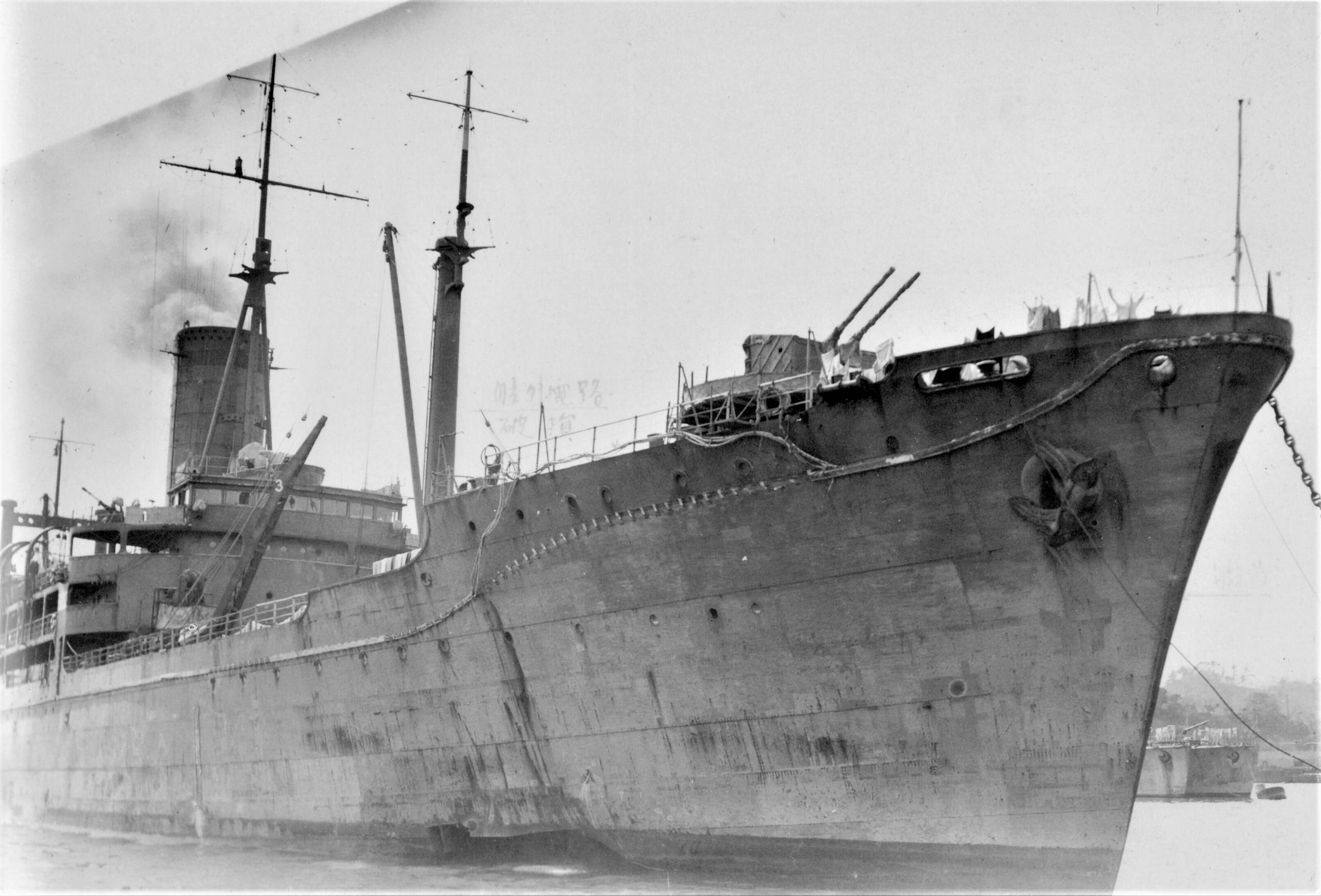
1944年3月3日、横須賀軍港での伊良湖

2月14日、伊良湖は水上機母艦能登呂、海軍徴傭船辰浦丸、陸軍徴傭船日美丸の4隻で第4213船団を編成し、隠岐、満珠、第31号駆潜艇の護衛を受けてトラックを出港し内地へ向かった。
伊良湖は内地に帰投後、横浜、佐世保において修理を実施した。7月5日、南西方面艦隊付属に編入された。8月に修理を終えマニラへ出港。9月21日、マニラで空襲を受けコロン湾に退避した。同日、駆逐艦皐月が空襲を受け沈没、伊良湖は他艦と協力して生存者を救助した。9月24日、コロン湾で水上機母艦秋津洲と共にアメリカ機動部隊艦上機の攻撃を受け、大破着底し放棄された。翌年11月30日に除籍となった。
現在はダイビングスポットになっている。

## 特務艦長
艤装員長

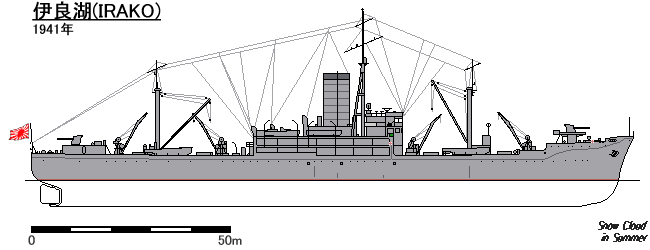
伊良湖艦型図

1. 辻榮作 大佐：1941年8月11日[47] - 1941年12月5日[48]

特務艦長
1. 辻榮作 大佐：1941年12月5日[48] - 1942年4月10日[49]
2. 富澤不二彦 大佐：1942年4月10日[49] - 1943年3月15日[50]
3. 岡野慶三郎 大佐：1943年3月15日[50] - 1943年9月19日[51]
4. 宮本八十三 大佐：1943年9月19日[51] - 1944年11月10日[52]

## 同型艦
改⑤計画で本艦の改型である基本計画番号J20c、仮称艦名第5408号艦、予定艦名久須見の建造が計画されたが、戦局悪化のため1944年5月5日に計画中止となった。